# Synodus saurus
Synodus saurus (nome vulgar lagarto-da-costa) é uma espécie de peixe bentônica da família Synodontidae que habita sobretudo o Oceano Atlântico oriental.
Habita fundos de rocha, areia ou mistos. Coloração variável , em geral castanho avermelhada e mais branca na região ventral. Tem uma mancha escura na origem das barbatanas peitorais. Distingue-se da espécie Synodus synodus por não ter um ponto negro na parte dorsal do focinho, nem as bandas verticais escuras.
Tem uma reprodução ovípara e nada entre os  3 e os 400 metros de profundidade e pode chegar a medir 40 cm. The distribution of this species occupies the areas of Eastern Atlantic, Morocco, Cape Verde, Azores, Mediterranean, Western Atlantic, Bermuda, Bahamas, Lesser Antilles, and the Leeward Islands.